# 山梨県立山梨園芸高等学校
山梨県立山梨園芸高等学校（やまなしけんりつ やまなしえんげいこうとうがっこう）は、山梨県笛吹市石和町中川に所在した農業高等学校。

## 設置学科
- 園芸科
- 園芸科生物工学コース
- 園芸科園芸経済コース
- 農業土木科
- 食品化学科

## 沿革
1895年（明治28年）に設立された山梨養蚕教習所が前身。翌年には県内初の実業学校となり、総合制の山梨県立石和高等学校となる。1961年（昭和36年）4月1日に農業教育推進のため石和高等学校から農蚕、園芸、農業及び農業土木科を分離して山梨県立山梨園芸高等学校として開校。峡東地域における農業技術者を輩出している。食品科学科にワイン醸造免許を有していることが特徴。
- 1963年4月1日 - 農業科、農蚕科を廃止。食品化学科を新設し、園芸科、農業土木科と合わせて現在の3学科となる。
- 1986年4月1日 - 園芸科1クラスに生物工学コース、園芸経済コースをおく。
- 2009年 石和高等学校との再統合のため、この年度の入学生を最後に、募集停止となる。
- 2010年4月1日 - 分離した石和高等学校と再統合し、山梨県立笛吹高等学校になった。
- 2011年4月 - 山梨県立笛吹高等学校校舎に移転。（2009年に入学した生徒に関しては2011年度は笛吹高校の新校舎で授業をしていた）
- 2012年
  - 3月1日 - 第51回卒業証書授与式と閉校式を挙行し、閉校。
  - 3月31日 - 条例上完全に閉校となる。

なお、旧山梨園芸高校校舎に農場が隣接していたため、今も笛吹高校果樹園芸科・食品化学科・総合学科の一部の授業は引き続き旧・山梨園芸高校の農場で授業を行っている。理由は本校舎となった旧・石和高校周辺が市街地化しているため、農場を移設することができないからである。ちなみに、授業で使う場合は笛吹高校本校舎から専用バスで移動してくる。この農場は笛吹高校の農場となる。また、旧･山梨園芸高校の校庭や体育館は現在、笛吹高校の一部の部活動の活動場所となっている。

## 部活動
体育局
- 陸上競技部
- バスケットボール部
- サッカー部
- 野球部
- 柔道・相撲部
- ソフトテニス部
- バドミントン部
- 弓道部
- 剣道部
- ラグビー部

文化局
- 写真部
- 放送部
- 吹奏楽部
- すいれき太鼓部
- パソコン部

専門局
- 食品化学部
- 農業土木部
- 植物研究部
- 園芸デザイン部

## 著名な出身者・在学者
- 福嶋孝顕 - 津軽三味線奏者
- 𠮷村兼庚 - 居合術家
- 前島茂松-元山梨県議会議員